# Ромуло Арантес
Ромуло Арантес (порт. Rômulo Arantes, 12 червня 1957 — 10 червня 2000) — бразильський плавець.
Учасник Олімпійських Ігор 1972, 1976, 1980 років.
Призер Чемпіонату світу з водних видів спорту 1978 року.
Призер Панамериканських ігор 1975, 1979 років.
Переможець літньої Універсіади 1977 року, призер 1979, 1981 років.